# Vincent-Marie Viénot de Vaublanc
Vincent-Marie Viénot, Conte di Vaublanc (Fort Dauphin, 2 marzo 1756 – Parigi, 21 agosto 1845) è stato un politico e scrittore francese.
Durante la sua lunga carriera politica, il Vaublanc sostenne quasi tutti coloro che, con diversi orientamenti politici, si avvicendarono alla guida della Francia: Luigi XVI, Napoleone, il conte di Provenza, futuro Luigi XVIII, e infine Carlo X. Fu proscritto quattro volte da diversi regimi politici ma, pur ricercato, non fu mai arrestato, in quanto riuscì ogni volta a rientrare nelle grazie dei governanti. Nella sua movimentata vicenda fu, in successione, deputato monarchico sotto la Rivoluzione, proscritto sotto il Terrore, ancora deputato durante il Direttorio, poi prefetto di Napoleone, ministro degli Interni di Luigi XVIII - attuando una controversa riorganizzazione dell'Académie française - e, alla fine, deputato ultra-realista.
Noto per la vivace eloquenza dei suoi discorsi, de Vaublanc fu tuttavia un personaggio secondario durante tutto quello straordinario e agitato periodo della storia della Francia. Uomo d'ordine, di carattere risoluto, moderato sostenitore della Rivoluzione del 1789, concluse la sua vita politica sotto la Restaurazione assumendo posizioni reazionarie.
Fu fratello maggiore di Jean-Baptiste Bernard Viénot de Vaublanc.

## Biografia

### La formazione militare sotto l'Ancien Régime

Blasone della famiglia Vaublanc.

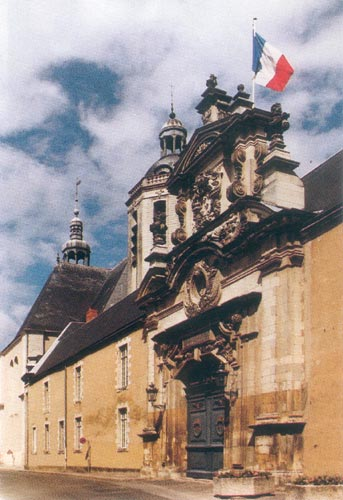
Il Prytanée militaire di La Flèche.

Vincent-Marie Viénot de Vaublanc nacque il 2 marzo 1756 a Saint-Domingue, dove era acquartierato il padre, Vivant-François Viénot de Vaublanc, originario di una famiglia nobile della Borgogna e comandante di Fort Saint-Louis a Fort Dauphin.
Giunto per la prima volta in Francia nel 1763, compì gli studi militari al Prytanée national militaire di La Flèche, e all'École militaire di Parigi dal 1770 al 1774, venendo decorato, poco prima di lasciare la scuola, con l'Ordine di San Lazzaro dal conte di Provenza, gran maestro dell'Ordine e futuro Luigi XVIII,
Dal 1776 al 1782 fu sottotenente nel Reggimento della Sarre, comandato dal duca di La Rochefoucauld e di cui suo zio Charles era tenente colonnello. Fu successivamente di stanza a Metz, a Rouen e a Lilla, ottenendo poi il trasferimento nella colonia di Saint-Domingue, dove era richiamato da affari di famiglia.
Lì si sposò con una certa mademoiselle de Fontenelle, da cui ebbe una figlia; fatto ritorno in Francia nel 1782, comprò - secondo l'uso del tempo - la carica di luogotenente della maréchaussée, a Dammarie-les-Lys, presso Melun, acquistandovi anche una discreta proprietà terriera. La sua professione, indicata sui documenti di servizio come proprietario-coltivatore, gli dava sia la possibilità di interessarsi all'agricoltura che il tempo da dedicare alle lettere e alle arti,
mentre l'ufficio ottenuto, consistente nella funzione di giudice di pace nelle frequenti contese insorgenti tra i piccoli nobili del luogo, per motivi di proprietà quando non per questioni di onore, lo fece conoscere a un certo numero di aristocratici della regione.

### L'entrata in politica sotto la Rivoluzione

#### Prime funzioni locali
Sostenitore, in un primo tempo, delle nuove idee illuministe, ispiratrici della Rivoluzione francese, si lanciò nella carriera politica: divenne membro della nobiltà del baliaggio di Melun nel 1789, della cui Assemblea fu eletto segretario, sotto la presidenza di Gouy d'Arcy, gran balivo di Melun, della quale faceva parte anche il noto navigatore ed esploratore Bougainville. L'Assemblea era incaricata di redigere un cahier de doléances (quaderno di lamentele) da sottoporre al governo reale e di nominare un deputato agli Stati generali. Appoggiò la candidatura di Fréteau de Saint Just, che fu eletto deputato della nobiltà per il baliaggio di Melun e divenne in seguito membro dell'Assemblea Costituente.
Nel 1790, Vaublanc fu chiamato al ricoprire la funzione di membro e poi di presidente del Consiglio dipartimentale, chiamato anche Consiglio generale, di Seine-et-Marne, che gli dava anche il diritto di presiedere il direttorio amministrativo del dipartimento.

#### Deputato dell'Assemblea legislativa
Sciolta l'Assemblea Costituente, furono formati i collegi elettorali per eleggere i nuovi deputati. Vaublanc, presidente del collegio Senna e Marna, il 1º settembre 1791 è eletto deputato all'Assemblea legislativa con 273 voti su 345 votanti. Era fra i deputati di maggiore esperienza politica, segnatamente sulla questione delle colonie delle Antille, in un'assemblea composta essenzialmente da novizi della politica, dal momento che nessun membro dell'Assemblea Costituente si era potuto ricandidare, secondo il decreto del 16 maggio 1791, proposto da Robespierre, che li dichiarava ineleggibili.
L'Assemblea risultata eletta, composta di 745 deputati, era suddivisa sostanzialmente in quattro correnti: a destra, sedevano i 264 deputati del circolo dei Foglianti, monarchici moderati, in quanto avversari tanto dell'Ancien Régime che della democrazia; essi si divisero ulteriormente in due frazioni, i simpatizzanti del precedente Triumvirato di Barnave, Du Port e Lameth, e i seguaci di Lafayette; al centro, erano 345 deputati di orientamento incerto; a sinistra, 136 deputati, in gran parte giacobini con pochi cordiglieri all'estrema sinistra.

##### Nel club dei Foglianti

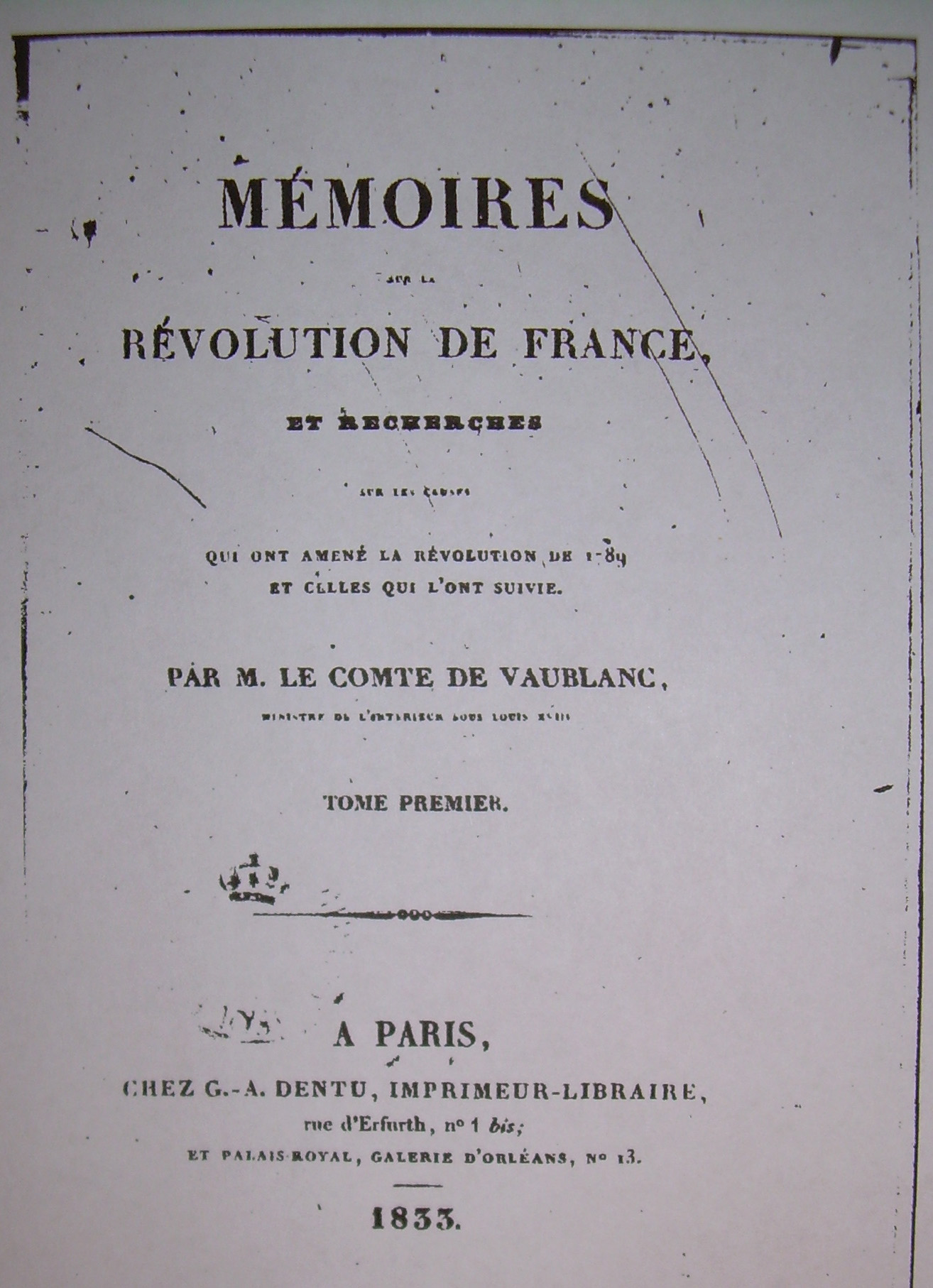
Le Memorie di Vaublanc

Dal momento della sua elezione, egli assunse il nome di Viénot-Vaublanc, che avrebbe mantenuto sino alla fine del primo Impero.
Già il 1º ottobre 1791, giorno dell'inaugurazione, si fece notare con un discorso che denunciava le non onorevoli condizioni nelle quali Luigi XVI sarebbe stato ricevuto dall'Assemblea il giorno seguente.
Date queste dichiarazioni, fu eletto presidente dal 15 al 28 novembre 1791 da un'assemblea ancora in maggioranza monarchica.
Il 29 novembre, Vaublanc fu incaricato di redigere un messaggio che chiedeva al re di ritirare il veto emesso contro il decreto dell'Assemblea del 9 novembre, avente lo scopo di far cessare la massiccia emigrazione (incoraggiata soprattutto dai preti e dai nobili), che minacciava i principi tedeschi di rappresaglie nel caso avessero continuato a servire da base di appoggio all'esercito dei principi (il Conte d'Artois, e il Principe di Condé). L'Assemblea fu talmente soddisfatta del lavoro di Vaublanc che, in deroga alle consuetudini, gli chiese, di andare a leggere, alla testa di una delegazione di 24 deputati, il messaggio al re. Luigi XVI rispose che avrebbe preso nella più grande considerazione il messaggio dell'Assemblea e, alcuni giorni più tardi, annunciò le risoluzioni prese a questo riguardo.
In questa occasione, Vaublanc indicò all'Assemblea «che il re si era inchinato per primo e che egli non aveva fatto che rendergli il saluto». L'episodio è rivelatore del ribaltamento dei rapporti di potere costituzionali: il potere legislativo, rappresentato dall'assemblea legislativa, ha ottenuto un ascendente sul potere esecutivo incarnato da Luigi XVI, che ora non è altro che il «re dei francesi».
Vaublanc, schierato dalla parte dei monarchici costituzionali, s'iscrisse al Club dei Foglianti come 263 altri deputati (su un totale di 745), divenendone uno dei capi insieme con Jacques Claude Beugnot e Mathieu Dumas, poiché i loro precedenti, maggiori rappresentanti, come Barnave o Lameth, non vi sedevano più. Si oppose vivacemente, mostrando il suo lealismo monarchico, alle decisioni dei governi rivoluzionari concernenti i preti refrattari e la confisca dei i beni degli emigrati e denunciando i massacri di Avignone.
Le posizioni si radicalizzarono. La folla che assisteva ai dibattiti gli gridava spesso, così come a certi suoi colleghi, come Charles de Lacretelle: «Alla lanterna!». Nicolas de Condorcet, suo collega all'Assemblea legislativa nel 1791, non lo apprezzava affatto, dicendo di lui che «esistono in ogni assemblea di questi oratori rumorosi dalla testa vuota, che producono grande effetto con scempiaggini ridondanti». Jacques Pierre Brissot, il noto dirigente girondino, alludendo al suo zelo monarchico, lo soprannominò il capo dei bicamerieristi.

#### La caduta della monarchia
Nel 1792, Vaublanc fu tra i difensori del generale conte de Rochambeau davanti all'Assemblea, accusato di tradimento, ottenendone l'assoluzione.
Pur dichiarandosi, come la maggioranza dell'Assemblea, favorevole all'abolizione della schiavitù nelle Antille, egli mise in guardia, nel discorso del 20 marzo, gli abolizionisti puri e duri come Brissot che - a suo dire - mal conoscevano la vita nelle colonie, paventando i rischi di una possibile guerra civile, data la diversità delle etnie e delle condizioni sociali della popolazione di Santo Domingo. Con tale pretesto, si espresse per il mantenimento della schiavitù, limitandosi a sostenere la legge del 4 aprile 1792, che dava la cittadinanza francese a tutti «gli uomini di colore e negri già liberi. Nella seduta del 10 aprile, si pronunciò a favore dell'abolizione progressiva della tratta dei neri nelle colonie, sull'esempio della Danimarca e della Gran Bretagna.
Il 3 maggio 1792 appoggiò la proposta di Beugnot di arrestare «i giornalisti incendiari» che, a suo dire, con la violenza dei loro articoli turbavano l'ordine pubblico: fra questi erano compresi Marat e l'abate Royou. L'8 maggio, in Assemblea, si rivolse ai Giacobini in questi termini: «Voi volete, Signori, salvare la Costituzione; ebbene, voi vi riuscirete solo abbattendo le fazioni e i faziosi; solo combattendo unicamente per la legge; solo perendo con essa e per essa, e io vi dichiaro che non sarò l'ultimo che perirà con voi, a causa della sua esecuzione; credetelo, Signori».
Il 18 giugno, fu eletto membro della Commissione straordinaria dei dodici, creata su proposta di Marat, incaricata di esaminare lo stato della Francia e di proporre i mezzi per salvare la Costituzione, la libertà e la nazione. Diede le sue dimissioni il 30 luglio.

### La difesa di Lafayette

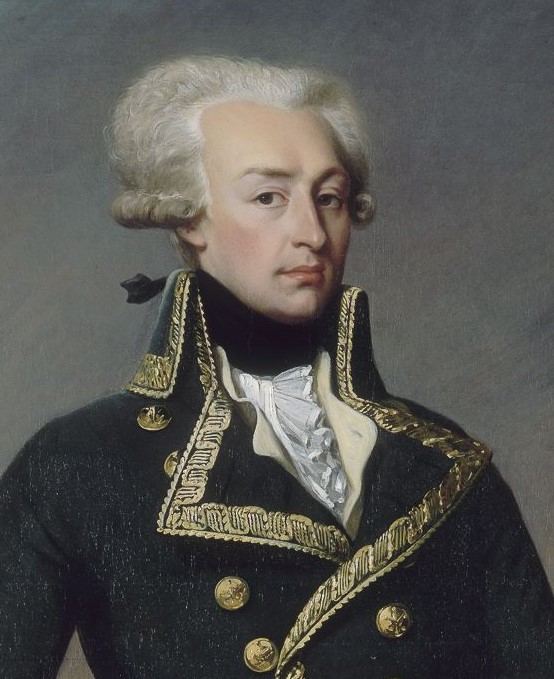
Il generale La Fayette

Il 13 giugno 1792 Luigi XVI, dopo essersi rifiutato di firmare i decreti, votati dall'Assemblea, che imponeva la deportazione dei preti refrattari e la formazione, a Parigi, di un presidio di 20 000 guardie nazionali a protezione di eventuali colpi di mano di generali traditori, licenziò i ministri girondini. In tal modo, nel governo ripresero il potere i Foglianti che cercarono, con Lafayette in testa, di modificare la Costituzione a favore di un rafforzamento del potere del re. Il 28 giugno Lafayette cercò di convincere il re a lasciare Parigi per mettersi alla testa delle sue armate radunate nel Nord e tentò di chiudere i circoli giacobini, ma il suo tentativo fallì a causa del rifiuto della Corte di seguirlo e alla reazione della maggioranza dell'Assemblea che denunciò le trame di Lafayette e dei Foglianti, proclamando la patria in pericolo.
L'8 agosto Vaublanc difese in Assemblea generale de La Fayette e, secondo quanto scrisse nelle sue Memorie, riuscì con l'aiuto di Quatremère de Quincy a far aderire alla sua causa 200 deputati indecisi del centro, facendo riconoscere La Fayette innocente con 406 voti favorevoli su 630 votanti. In realtà, i girondini, timorosi di favorire i rivoluzionari radicali e la piazza parigina, che pure avevano contribuito a mobilitare nel giugno precedente, avevano fatto un passo indietro ed erano in trattative con la Corte.
Uscendo dalla seduta, Vaublanc, con una trentina di deputati, fu minacciato e spintonato dalla folla ostile che aveva assistito al dibattito: alcuni deputati dovettero rifugiarsi nel corpo di guardia del Palazzo reale e di lì fuggirono dalle finestre. Secondo Hippolyte Taine: «Quanto al principale difensore di La Fayette, M. de Vaublanc, assalito tre volte, ha la precauzione di non rientrare a casa, ma dei facinorosi assaltano la sua abitazione gridando che «ottanta cittadini devono perire per mano loro, e lui per primo»; dodici uomini salgono nel suo appartamento, frugano dappertutto continuando la perquisizione nelle case vicine, e, non potendo agguantare lui stesso, cercano la sua famiglia; viene avvertito che se rientrerà al suo domicilio, sarà massacrato». Il 9 agosto, Vaublanc chiese di conseguenza l'allontanamento dei sostenitori più radicali della Rivoluzione, i "federati" e i "marsigliesi", ma la richiesta fu respinta dalla maggioranza dell'Assemblea.

#### La giornata del 10 agosto 1792
Il 10 agosto 1792 segnò il rovesciamento del regime dell'Assemblea legislativa da parte della Comune insurrezionale di Parigi e la fine della monarchia: Vaublanc assistette dal suo fiacre all'abbattimento della statua di Luigi XIV che si innalzava nell'attuale place Vendôme. Chiese che l'Assemblea lasciasse Parigi per Rouen, allora città realista, per sfuggire alla pressione rivoluzionaria; sfuggì anche alla sciabolata da un giovane ufficiale del genio, il capitano Louis Bertrand de Sivray, futuro generale dell'Impero.
Fu tra i testimoni oculari dell'arrivo della famiglia reale venuta a rifugiarsi alle Tuileries per mettersi sotto la protezione dell'Assemblea legislativa, episodio che descrisse più tardi nelle sue Memorie.

#### Proscritto sotto la Convenzione e il Terrore (1792-1795)
Le sue Memorie portano un contributo interessante da un punto di vista storico sull'atmosfera generale che prevaleva sotto il Terrore e di cui risentiva un aristocratico realista proscritto, minacciato di essere arrestato in ogni momento, e di finire al patibolo, nelle sue molteplici peregrinazioni attraverso il territorio della giovane Repubblica francese.

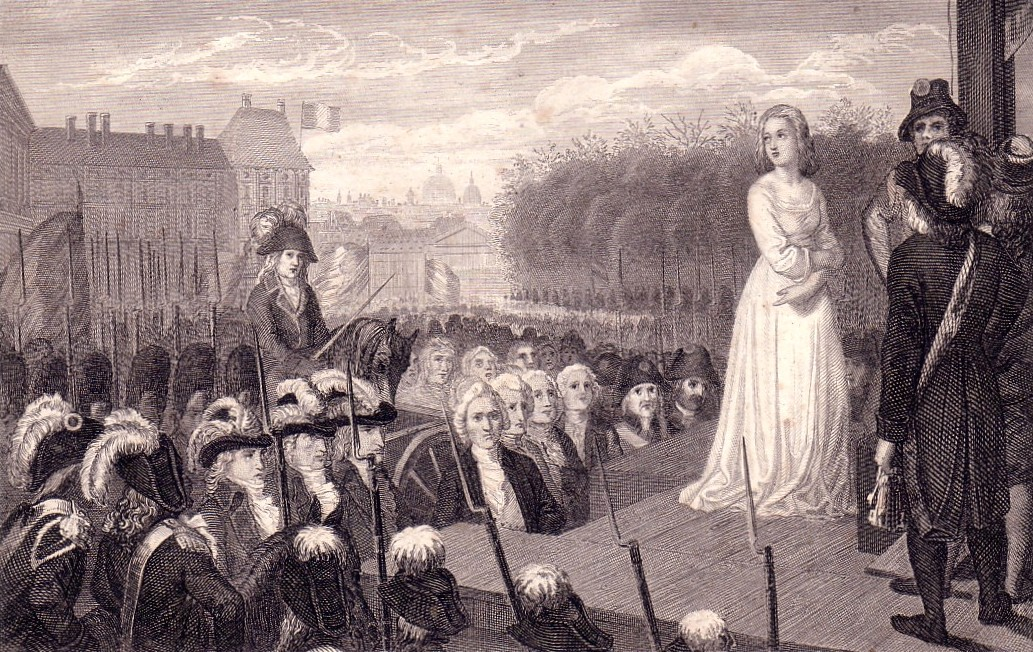
Maria Antonietta davanti alla ghigliottina

La sera del 10 agosto, infatti, si dovette rifugiare presso Camus, archivista dell'Assemblea. Qualche giorno più tardi si rifugiò all'Hôtel de Strasbourg, rue Neuve Saint Eustache. Il 3 settembre 1792, si udirono delle urla nel cortile del suo albergo e pensò allora di essere stato denunciato: si trattava in realtà del passaggio della folla che brandiva la testa della principessa de Lamballe conficcata su una picca.
I Comitati di Salute pubblica e di Sorveglianza della Convenzione, da poco costituiti, emisero un ordine nel quale egli veniva messo fuori legge, iscritto sulla lista dei proscritti dalla Municipalità di Parigi. Questo decreto lo costrinse a lasciare la città e a rifugiarsi in un primo tempo in Normandia, dove ritrovò la sua famiglia, poi nella sua casa di campagna di Bélombres, vicino a Melun, dove visse recluso per molti mesi. Vi apprese in particolare che il giornale Gorsas l'accusava come altri di aver «ricevuto 300 000 franchi dalla regina per organizzare la contro-rivoluzione in Provenza» e che «la vedeva in segreto».
La legge dei sospetti, votata il 17 settembre 1793, riportava anche il suo nome. Un distaccamento rivoluzionario venne a frugare la sua casa, ciò che lo condusse a «percorrere le grandi strade» da solo a piedi, dirigendosi a caso a seconda delle circostanze. Errò di locanda in locanda, con l'angoscia di essere denunciato quando arrivava in una città dove era necessario far vistare il passaporto dal comitato di sorveglianza locale.
All'epoca del processo della regina Maria Antonietta, il 14 e 16 ottobre 1793, il suo nome apparve su un documento d'accusa con quello del collega deputato e amico François Jaucourt.
Scegliendo di dirigersi verso il sud della Francia e Bordeaux, cambiò direzione dopo aver appreso della dura repressione condotta da Tallien, rappresentante della Convenzione, e dunque dei rischi in cui sarebbe incorso. Passò in particolare per Poitiers e La Rochelle dove dimorò un mese. Volendo sfuggire al rischio di essere arruolato nella Guardia Nazionale, dove avrebbe potuto essere riconosciuto, si finse malato e si fece prescrivere una cura termale a Castéra-Verduzan nel Gers. Per non destare sospetti sulla sua presunta malattia, si pungeva regolarmente le gengive per riprodurre i sintomi di uno "scorbuto inguaribile". È in questa città che apprese della caduta di Robespierre il 9 termidoro (27 luglio 1794). Nondimeno, dovette attendere ancora quattro mesi per ritornare a Parigi, il tempo che la sua famiglia avesse ottenuto il ritiro del suo arresto di proscrizione.

#### Attivista controrivoluzionario durante il Direttorio (1795-1799)
Con la fine del terrore, poté tornare a Parigi nella primavera 1795, dove fece pubblicare le sue Riflessioni sulle basi di una costituzione del cittadino ***, sotto lo pseudonimo di Louis-Philippe de Ségur, presentato dal suo amico Bresson, allora deputato della Convenzione nazionale, che ordinò di far stampare il testo. In quest'opera, egli raccomandava la creazione di due camere parlamentari, in luogo di una sola come accadeva sotto la Convenzione, essendo, secondo lui, il regime monocamerale della Convenzione, di cui criticava la Costituzione approvata nel 1793), ai suoi occhi troppo democratica, una delle cause del Terrore. Coerentemente, raccomandava anche l'insediamento di una sola persona alla testa dell'esecutivo, in un'ottica di migliore efficacia dell'azione di governo. Si opponeva dunque sul piano costituzionale al regime del Direttorio e dei suoi cinque dirigenti.
In seguito alla pubblicazione di questo libro, la commissione composta da Pierre Daunou e da Boissy d'Anglas, incaricata di elaborare la futura Costituzione dell'Anno III, l'invitò a venire ad esprimere le sue idee, ma Vaublanc rifiutò. Ciò nonostante, i suoi consigli sarebbero stati in parte seguiti, poiché, per la prima volta in Francia, avrebbero visto la luce due camere, il Consiglio degli Anziani e il Consiglio dei Cinquecento a rappresentare il potere legislativo.
Contrario al Decreto dei due terzi, svolse un ruolo attivo con Antoine Chrysostome Quatremère de Quincy, all'epoca dell'insurrezione del 13 vendemmiaio (5 ottobre 1795).. In quest'occasione, scoprì il genio tattico del generale Bonaparte, allora soprannominato il generale Vendemmiaio. Era membro del comitato centrale realista che doveva sostituire la Convenzione.
Il 17 ottobre, in quanto capo della sezione realista del Faubourg Poissonnière, fu condannato a morte in contumacia da una commissione militare presieduta dal generale Lostange, insediata al Théâtre-Français. Questa nuova condanna l'obbligò una seconda volta a vivere nascosto: trovò rifugiò presso Sophie Cottin, amica della moglie di Jean-Baptiste-Marie-François Bresson.
Alcuni giorni prima la Convenzione, costretta a nuove elezioni, aveva convocato i collegi elettorali: le elezioni produssero una maggioranza relativa di realisti in entrambe le camere e Vaublanc era già stato eletto il 15 ottobre al Consiglio dei Cinquecento nel collegio di Melun come deputato della Seine-et-Marne. Per poter prendere possesso della carica, dovette così attendere l'abrogazione della sua condanna, per incostituzionalità, per iniziativa dei suoi amici del consiglio, Desfourneaux e Pastoret. La risoluzione della questione fu facilitata dalla paura generata in seno all'Assemblea dalla scoperta della Cospirazione degli Eguali a fine agosto 1796. Il 2 settembre 1796 pronunciò un originale giuramento: «Giuro odio alla regalità e all'anarchia!». Uno dei montagnardi presenti gli avrebbe allora gridato: «Più alto!», al che Vaublanc, senza scomporsi, gli avrebbe risposto: «E voi più basso!».
Le successive elezioni dell'anno V (maggio 1797), che rinnovarono un terzo delle Camere, confermarono il dato favorevole ai realisti, che furono in maggioranza nei due consigli. Così, il 20 maggio 1797 (20 pratile anno V), Pichegru venne eletto presidente del Consiglio dei Cinquecento e François Barbé-Marbois del Consiglio degli Anziani. Fra gli altri eletti, da ricordare il generale Willot al Consiglio dei Cinquecento, Imbert-Colomès, già repressore della rivolta contadina, detta la «Grande Paura», del 1789-1790, Claret de Fleurieu, già ministro di Luigi XVI, e l'oratore Jordan, tutti vicini al Club di Clichy, un circolo moderato o, come si diceva allora, cripto-realista. Vaublanc, da parte sua, fu nominato membro dell'ufficio del Consiglio dei Cinquecento.

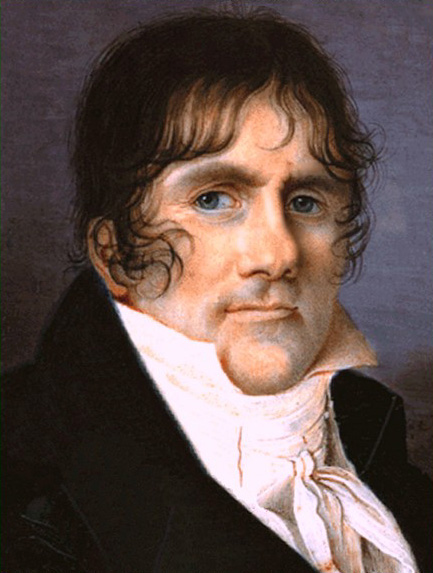
Paul Barras

Lo stesso giorno, il Corpo legislativo procedette alla sostituzione del Direttore repubblicano Le Tourneur, per la cui carica era stato sorteggiato il realista moderato de Barthélemy, allora ambasciatore di Francia in Svizzera. Vaublanc votò contro questa nomina, preferendogli il generale de Beurnonville, conosciuto per la sua fermezza.
La nuova maggioranza sostenne la libertà di stampa, se non altro perché una buona parte della stampa poteva permettersi di condurre una campagna contro il Direttorio. Il Club di Clichy, di cui Vaublanc era uno dei membri più rappresentativi, controllò da allora i due consigli e minacciò direttamente il Direttorio. Vaublanc fu nominato alla commissione degli ispettori del club dei Clichiens, il cui compito era eminentemente poliziesco, garantendo la sicurezza in seno ai consigli, a questo scopo, egli aveva ottenuto il potere di impartire ordini ai brigadieri dei consigli.
Il Direttorio, messo alle strette, contrattaccò, facendo avvicinare a Parigi l'armata stanziata nel dipartimento della Sambre-et-Meuse - oggi territorio belga - forte degli 80 000 uomini comandati dal generale Hoche; nello stesso tempo, Vaublanc perorò e ottenne dal Consiglio lo scioglimento dei club, tra i quali quello dei Giacobini.
Il 16 luglio 1797, sotto la pressione dei Consigli, il Direttorio (Barras, Reubell e La Reveillière-Lépeaux) decise un rimpasto ministeriale in modo da mettere fuori gioco i realisti. Il 3 settembre, Vaublanc, insieme con il collega ammiraglio Villaret de Joyeuse, e altri clichiens, fu a due passi dal realizzare un colpo di Stato contro il triumvirato. Il piano dei clichiens che aveva convinto il Carnot (grande generale, già fiero giacobino) era semplice: Vaublanc fu incaricato di pronunciare un discorso il 4 settembre davanti al Consiglio dei Cinquecento, che esigeva la messa sotto accusa dei tre direttori repubblicani; contemporaneamente, il generale Pichegru, convinto da Carnot ad entrare nella cospirazione, alla testa della guardia del Corpo legislativo sarebbe intervenuto ad arrestare i direttori.
Sfortunatamente per Vaublanc, il generale Buonaparte, già capo dell'armata d'Italia e allora molto legato al Barras, arrestò un agente realista, il conte d'Antraigues, cui attribuì il possesso di documenti concernenti la cospirazione e il tradimento di Pichegru. Buonaparte inviò allora il generale Pierre François Charles Augereau a Parigi, ove assunse il comando delle truppe. I principali cospiratori furono in parte arrestati e deportati in Guiana, come Pichegru e Barthélémy, in parte si diedero alla fuga, come Carnot e Vaublanc. Quest'ultimo riuscì a lasciare Parigi, messa in stato di assedio, nascondendosi in un fiacre con la complicità di Rochambeau. Con l'amico Pastoret passò in Svizzera e, di lì, in Italia, assumendo diversi e, pare, anche stravaganti travestimenti.

### L'appoggio a Napoleone Bonaparte: deputato al Corpo legislativo
Subito dopo il colpo di Stato del 18 brumaio dell'anno VIII (10 novembre 1799) che portò al potere Bonaparte nella veste di Primo Console, fu emesso un decreto che consentiva il ritorno dei proscritti; così Vaublanc poté ancora far ritorno in Francia, dove fu presentato a Bonaparte.
Nel 1800, Vaublanc fu eletto, dal Senato conservatore, deputato del Calvados, fra i 300 membri del Corpo legislativo, dove esercitò le funzioni di questore per un mandato di cinque anni. Fu, tra le altre cose, incaricato di redigere un rapporto sul progetto di un Consolato a vita.
Vaublanc, che fu presidente del Corpo legislativo dal 21 aprile al 7 maggio 1803, espresse la sua ammirazione riconoscente a Napoleone Bonaparte per aver ristabilito «l'ordine in Francia e messo fine alle persecuzioni dei preti», si può vedere in alcuni suoi discorsi dell'epoca, tra i quali, ad esempio, quello pronunciato il 24 floreale dell'anno X ai Consoli, in qualità di deputato del Corpo legislativo,, elogiativo per il Primo console, o ancora quello del 13 gennaio 1805 (24 nevoso anno 13), ora davanti a un Bonaparte divenuto, come Napoleone I, imperatore dei francesi, tenuto con Jean-Pierre Louis de Fontanes, presidente del Corpo legislativo in carica, in occasione dell'inaugurazione di una statua in marmo dell'Imperatore nell'atrio del Corpo legislativo, per onorare il padre del nuovo Codice civile.
Il 4 novembre 1804, il papa Pio VII, facendo tappa nel suo viaggio verso Parigi in occasione dell'incoronazione dell'Imperatore, passò la notte nella sua casa di Montargis, in rue de Loing 28.

#### Prefetto della Mosella (1805-1814)
Nel 1805, Alla fine del suo mandato di deputato, il collegio elettorale di Senna e Marna lo presentò candidato al Senato, ma non fu ammesso. Interessandosi alla nuova organizzazione amministrativa e territoriale recentemente costituita, sollecitò e ottenne una prefettura. Fu nominato il 1º febbraio 1805 prefetto della Mosella, a Metz, fino al 1814, dove si sarebbe fatto notare per il suo attivismo. Secondo Odette Voillard, «intrattiene le migliori relazioni con i notabili del paese. Elegante gentiluomo che percorre a cavallo il suo dipartimento, ha la tendenza a reinsediare ai posti dirigenti le principali famiglie dell'antica società».
Napoleone non mancò durante questo periodo di ringraziarlo dello zelo dimostrato, coprendolo di onori. Fu fatto Commendatore della Legion d'onore, il 28 novembre 1809 fu cavaliere, poi barone dell'Impero il 19 dicembre 1809 con diritto all'ereditarietà del titolo, e gratificato il 17 luglio 1810 di un maggiorasco ad Hannover.. 
Nel giugno 1812 ebbe un incontro con l'imperatore di passaggio a Metz: gli espose, secondo quanto dichiara nelle sue Memorie, le sue obiezioni a proposito della futura campagna di Russia, ma naturalmente questi non lo ascoltò.. All'epoca della campagna di Francia nel 1813, a seguito del ripiegamento dell'Armata di Magonza sconfitta a Lipsia, essendosi un gran numero di soldati feriti rifugiati a Metz, propagando un'epidemia di tifo, Vaublanc ne fu colpito e poco mancò che ne morisse. i ristabilì e, nel 1814, avendo compreso che la stella dell'imperatore era ormai al tramonto, aprì le porte di Metz e accolse con entusiasmo le truppe europee coalizzate contro Napoleone.

### Il sostegno a Luigi XVIII: la prima Restaurazione
Grazie al suo passaggio alla causa borbonica, Vaublanc non solo mantenne la carica di prefetto della Mosella ma, il 23 agosto 1814, ottenne la nomina di ufficiale della Legion d'onore. All'epoca dei Cento giorni, tentò con il maresciallo Oudinot, governatore militare della città di Metz, d'impedire le adesioni in favore di Napoleone ma un ordine d'arresto pubblicato dal maresciallo Davout ne Le Moniteur Universel lo costrinse a fuggire in direzione del Lussemburgo, per raggiungere Luigi XVIII a Gand. L'aneddotica attribuì ad un ufficiale che lo aveva identificato a Metz, ma non volle arrestarlo, il seguente detto: «State tranquillo per me. Ma occorre pensare a voi stesso; bisogna che non vi vedano uscire dal grande cortile della prefettura», e riaccompagnò Vaublanc per una porta attigua, prima di fuggire a cavallo.
Al suo arrivo a Gand, incontrò Chateaubriand che avrebbe ricordato l'incontro nelle celebri Mémoires d'Outre-Tombe: «M. de Vaublanc e M. Capelle ci raggiunsero. Il primo diceva di avere di tutto nel suo portafoglio. "Volete qualcosa di Montesquieu? Eccolo qua; di Bossuet? Eccolo là.». Inoltrò al re, attraverso l'intermediazione del Conte d'Artois, molte memorie sullo stato del paese, e gli predisse che «sarebbe tornato a Parigi prima di due mesi».
Sotto la seconda Restaurazione, per ringraziarlo della sua fedeltà, Luigi XVIII lo nominò sul campo Consigliere di Stato, poi, il 12 luglio 1815, lo nominò prefetto del dipartimento delle Bocche del Rodano (Bouches du Rhône), con la missione di far liberare da 500 a 600 prigionieri trattenuti nelle carceri di Marsiglia. Compito che assolse correttamente, nella difficile situazione del momento, con Marsiglia che, consegnatasi agli inglesi, vedeva in corso sanguinosi moti anti-bonapartisti). Il 27 dicembre 1815 il re lo fece grand'ufficiale della Legion d'onore.

#### Ministro dell'interno ultrarealista (26 settembre 1815 - 7 maggio 1816)

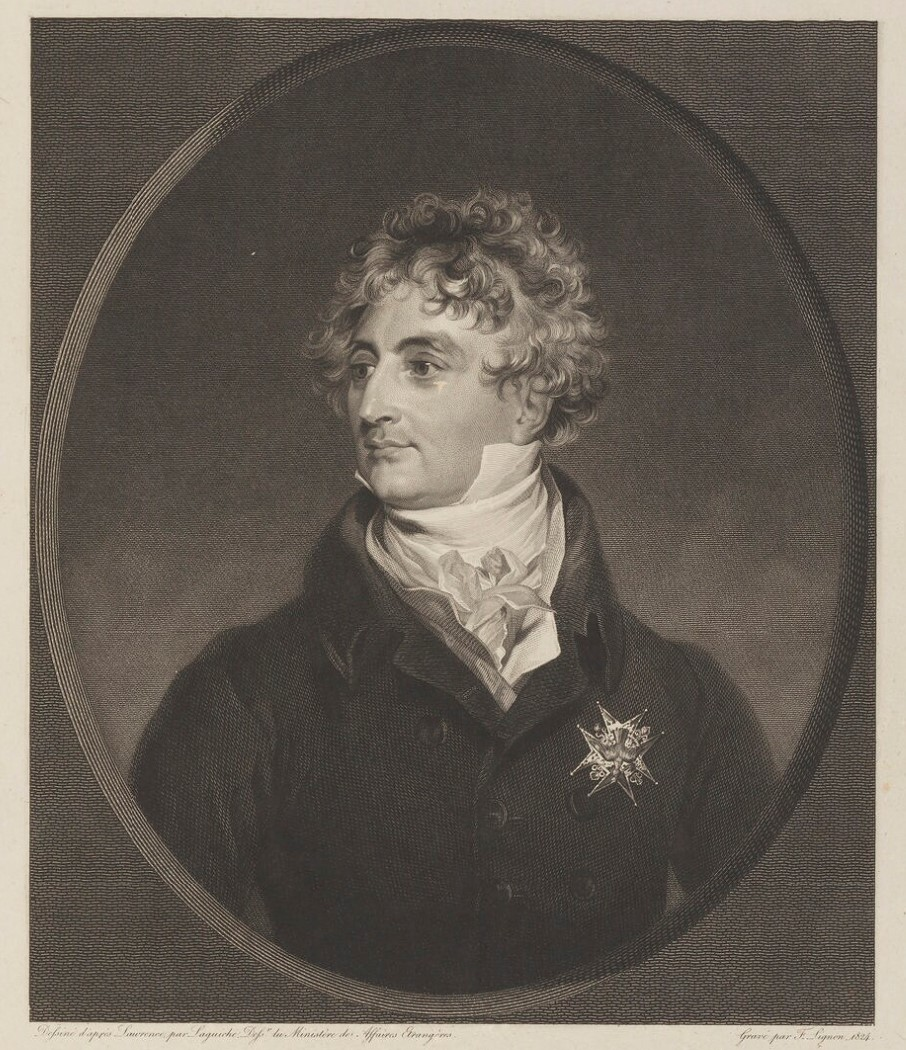
Il primo ministro Richelieu

Volendo far dimenticare il suo passato bonapartista, Vaublanc si dimostrò uno dei più ferventi animatori della fazione ultrarealista, maggioritaria alla Camera dei deputati eletta nel 1815, quella che viene ricordata come la Chambre introuvable. Il 26 settembre 1815 venne nominato ministro dell'interno nel primo governo Richelieu: ciò avvenne in virtù dell'appoggio, che si rivelò decisivo, del fratello del re, il conte d'Artois, del quale Vaublanc era intimo. Il conte sosteneva una posizione decisamente più vicina agli ultra, rispetto al fratello cui sarebbe poi succeduto con il titolo di Carlo X; egli teneva una corte rivale al padiglione Marsan ma non rinunciava ad esercitare una propria influenza sulla azione politica dei governi.
Quanto alle ragioni di tanta affezione del re verso il Vaublanc, lo storico tedesco contemporaneo Rudolf von Thadden, attenendosi alle valutazioni espresse nel discorso del visconte di Martignac del 2 aprile 1829, stima che la sua nomina fosse dovuta più al suo passato che al suo personale talento. In ogni caso, quel che è certo è che il nuovo primo ministro Richelieu aveva subito la sua nomina, tanto che avrebbe preferito rinviare l'entrata in carica del neo-ministro, ma venne preceduto dal Vaublanc che, al corrente della manovra, si affrettò a occupare il suo posto al ministero, imponendo il fatto compiuto..
Vaublanc dispiegò, alla testa del suo ministero, una politica reazionaria ben testimoniata dal ricordo che gli riservò Victor Hugo ne I Miserabili, canzonandolo per essere giunto a far togliere le N, simbolo di Napoleone, dai ponti di Parigi. Ciò nonostante il sovrano avrebbe qualificato il suo attivismo di «devozione sfegatata»: durante i dibattiti che vertevano sulla presentazione da parte del Guardasigilli di una legge concernente il ristabilimento delle corti prevotali, davanti alla Chambre introuvable, Vaublanc prese la parola e gridò: «La Francia vuole il suo re!». In una grande acclamazione, i deputati della Camera e le persone presenti nelle tribune si alzarono ripetendo: «Sì, la Francia vuole il suo re!»..

##### Principali provvedimenti
- Il 2 ottobre 1815, inviò una circolare a tutti i prefetti per ricordare loro le priorità della loro funzione in un periodo turbato dal terrore bianco: Mettete al primo posto del vostro dovere il mantenimento dell'ordine [...] la vigilanza previene i disordini e rende inutile l'impiego della forza.[52] Ne approfittò per intervenire sul corpo prefettizio, in gran parte di nomina imperiale, a vantaggio di candidati più vicini alla monarchia, trasferendo o silurando 22 prefetti,[53] in modo che alla fine del suo ministero non vi erano più prefetti che avessero svolto una qualsiasi attività sotto i Cento giorni.[54]
- Il 18 novembre firmò un'ordinanza che mirava a sostituire lo Stato Maggiore della Guardia Nazionale con un comitato di tre ispettori generali che costituivano il Consiglio del Colonnello Generale: l'ordinanza sottrasse agli altri ministri il diritto d'ispezione sulle nomine dei membri dello Stato Maggiore della Guardia Nazionale e facilitò l'indispensabile inserimento di elementi fedeli nel corpo.[55]
- Con un'ordinanza del 13 gennaio 1816, accelerò il rinnovamento dei sindaci e degli assessori di due anni. Vaublanc spiegò la misura a un prefetto con queste parole: con questo rinnovamento, voi dovete allontanare anche i sindaci e gli assessori che vi sembrino pocp adatti alla loro carica, senza utilizzare una revoca formale.[54]

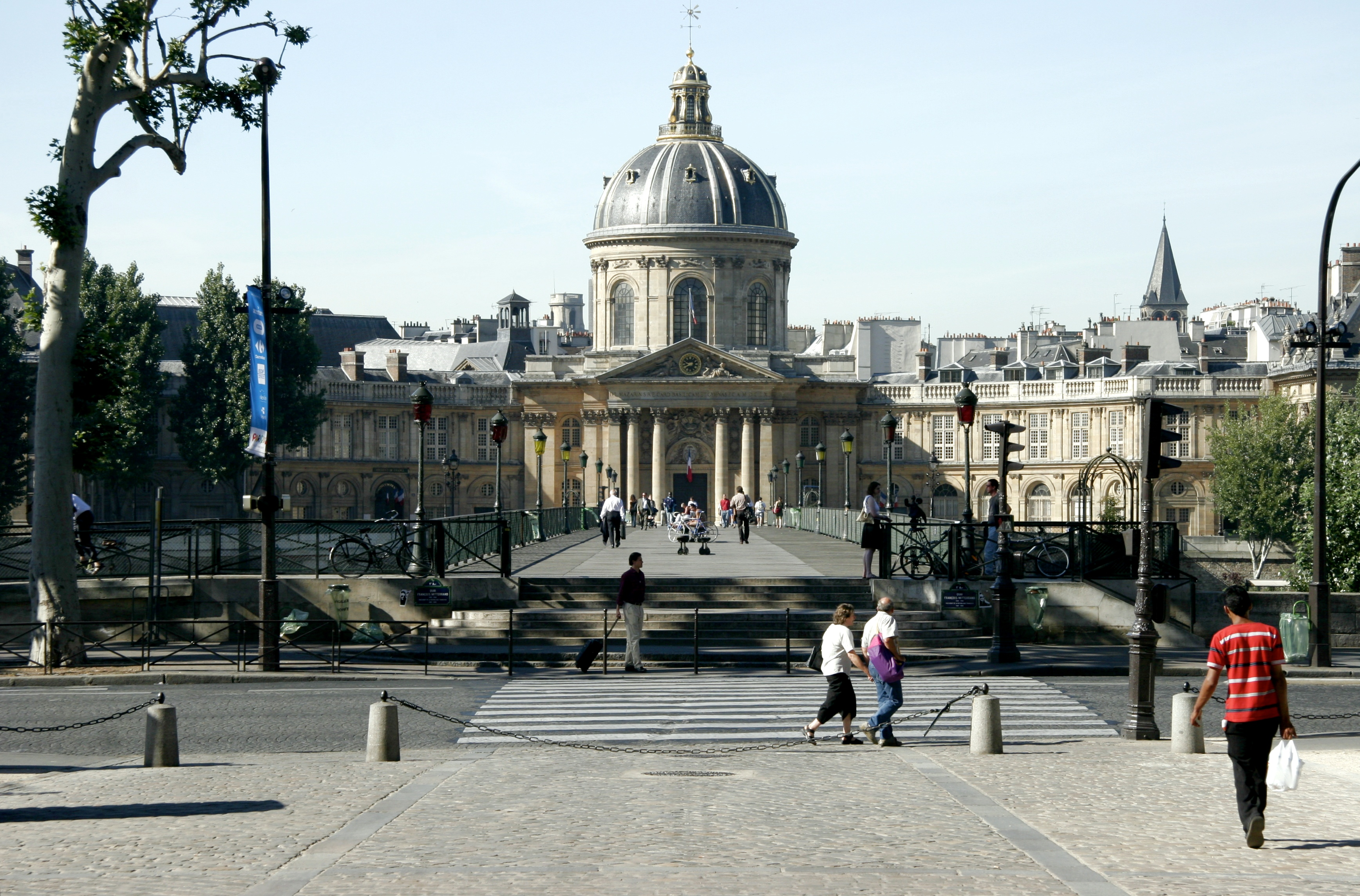
L'Institut de France dove ha sede l'Académie française.

- Controfirmando l'Ordinanza del 21 marzo 1816 prese parte attiva alla riorganizzazione dell'Institut de France: la mossa seguì una missiva di Jean-Baptiste Suard, segretario perpertuo dell'Académie française, che scriveva: non posso stancarmi di ripetervi che vi si manifesta uno spirito rivoluzionario di cui è urgente arrestare l'influenza con una saggia premura in certe disposizioni degli statuti che vi accingete a darci, ciò che gli permise di nominare direttamente nove accademici su undici. Questo sconvolgimento accademico, qualificato come regale benevolenza, fu diversamente apprezzato. In particolare, il partito liberale gli rimproverò di aver sostituito il poeta Arnault con il duca di Richelieu, Roederer con il duca di Lévis e Charles-Guillaume Étienne con il conte Choiseul-Gouffier, tutti accademici di modesto valore.[56] Vaublanc ne guadagnò il soprannome di Mapeou della letteratura.[57]
- Sempre in questa vena di «purificazione», propose di creare un Ministero delle Belle Arti per Châteaubriand, proposta tuttavia rifiutata dal Richelieu, che non lo amava, in quanto questi si era fieramente opposto allo scioglimento della Chambre introuvable. Il 6 aprile 1816 Chateaubriand fu comunque eletto membro dell'Accademia delle Belle Arti, da dove fu escluso il pittore David, noto sostenitore della Rivoluzione e di Napoleone.
- In qualità di Ministro dell'Interno, Vaublanc dovette presentare una nuova legge elettorale: egli propose senza convinzione, appoggiandosi all'articolo 37 della Carta del 1814, il rinnovo annuale di un quinto della Camera; le modalità di elezione alla Camera si basavano su un sistema a due livelli, che aveva come obiettivo di favorire l'accesso alla Camera dei realisti.[58] Questo progetto fu respinto il 3 aprile 1816, con 89 voti contro 57, dalla Camera dei deputati dei dipartimenti, I deputati, in effetti, erano intenzionati a restare al potere il più a lungo possibile. Vaublanc fece allora una controproposta consistente in un rinnovamento generale ogni cinque anni, ma la proposta fu respinta dal governo e la Francia restò così senza legge elettorale.[59]
- Uno dei provvedimenti più noti fu la chiusura, il 3 aprile 1816, della École polytechnique, una delle grandes écoles, lascito prestigioso del Primo Impero. Il provvedimento fu accolto con schiamazzi e atti d'indisciplina, con riferimento ai sentimenti bonapartisti del corpo docente.[60] Si trattò di un provvedimento che fece molto scalpore, tanto da essere discusso dallo stesso Napoleone, nel suo esilio a Sant'Elena, fra il 5 ed il 16 agosto seguenti.[61] Comunque, tale era l'importanza dell'istituzione del Politecnico, che il provvedimento venne cancellato dal successore di Vaublanc, Lainé, con decreto del 4 settembre 1816, con effetto 17 gennaio 1817), ribattezzando l'Istituto in École Royale Polytechnique.

#### Le dimissioni
Il 10 aprile 1816, in pieno Consiglio dei ministri, Élie Decazes, Ministro della polizia, l'interpellò con questa frase: Voi non siete che il ministro del conte d'Artois e vorreste essere più potente dei ministri del re!. Vaublanc rispose sferzante: Se fossi più potente di voi, userei del mio potere per farvi accusare di tradimento perché voi siete, signor Decazes, traditore del re e del paese..
Gli alleati, che mantenevano in Francia una imponente forza di occupazione, si preoccuparono dei dissensi che sorgevano in seno al governo francese. L'ambasciatore russo a Parigi, il corso Pozzo di Borgo, si assunse l'onere di chiamare in causa personalmente il Vaublanc: «Una delle cause principali di disordine è stata la composizione eterogenea dei ministri; la defezione di quello dell'interno ha paralizzato tutta la forza dell'autorità e dell'influenza della Corona sulle Camere».
Le rivalità personali tra il ministro dell'interno Vaublanc e la coppia Richelieu-Decazes, i legami strettissimi tra il primo ministro e 'Monsignore' (il futuro Carlo X), aggiunti al clamore dello scontro del 10 aprile e infine, la memoria trasmessa a Luigi XVIII, nella quale Vaublanc insisteva su «l'indispensabile necessità di un andamento più fermo, più risoluto», causarono la sua caduta. Il primo ministro costrinse il re a destituire Vaublanc, minacciando, in caso contrario, le proprie dimissioni.
Vaublanc lasciò il ministero l'8 maggio 1816, nello stesso periodo di François Barbé-Marbois, ministro della giustizia, silurato su richiesta del conte d'Artois per compensare la defenestrazione di un ultra. Sostituito da Lainé, venne ricompensato dal re con i titoli onorifici di ministro di Stato e di membro del Consiglio privato.

#### Deputato della Camera (1820-1827)
Vaublanc fu eletto il 13 novembre 1820 - fu poi rieletto il 10 ottobre 1821 e il 6 marzo 1824, ma non nel 1827 - dal collegio dipartimentale del Calvados, nell'occasione del rinnovo di un quinto dei seggi della Camera, prendendo posto fra gli ultrarealisti. Nella sessione parlamentare del 1822, fu eletto anche come uno dei due vice-presidenti della Camera. Nello stesso tempo fu scelto dal collegio della Guadalupa, dove era comproprietario di uno zuccherificio nella parrocchia di Basse-terre, come deputato presso il governo del re dal 1820 al 1830. In qualità di deputato, raccomandò allora molti cambiamenti nell'ordine giudiziario e nell'amministrazione delle colonie. Non trascurò di farsi appoggiare dalla stampa: con i deputati del suo gruppo, il conte de la Breteche e il barone di Vitrolles, controllava una parte dei quotidiani reazionari, a cominciare da «La Quotidienne» e da «Le Drapeau Blanc».
Nel gennaio 1823, si pronunciò a favore della Spedizione di Spagna, e fu nominato membro della commissione d'inchiesta voluta dal re e presieduta dal maresciallo Macdonald per esaminare le estorsioni commesse.
Era stato appena riconfermato al Consiglio di Stato, il 25 luglio 1830, con la promessa scritta di essere nominato Pari di Francia, quando furono pubblicate le ordinanze del luglio 1830 - che egli peraltro non aveva auspicato - che provocarono la Rivoluzione di luglio e la caduta di Carlo X. Vaublanc si ritirò dalla vita pubblica dopo l'accesso al trono di Luigi Filippo nel 1830, dedicandosi alla redazione delle proprie memorie. Morì il 21 agosto 1845, a 89 anni, quasi cieco, nella sua casa parigina di rue du Bac.

## Opere
- 1792 Rapport sur les honneurs et récompenses militaires, le 28 janvier 1792, fait à l'Assemblée nationale, au nom du Comité d'instruction publique.
- 1795 Réflexions sur les bases d'une constitution del cittadino *** (sotto lo pseudonimo di Louis-Philippe de Segur). Parigi, Imprimerie nationale, Prairial an III (70 pp.)
- 1808 Rivalité de la France et de l'Angleterre
- 1818 Tables synchroniques de l'histoire de France
- 1819 Le dernier des Césars ou la chute de l'Empire romain d'Orient (poema in dodici canti)
- 1822 Du commerce de la France en 1820 et 1821, Parigi, Chez J-C Trouvé e Chez Goujon
- 1828 Des administrations provinciales et municipales.
- 1833 Mémoires sur la Révolution de France et recherches sur les causes qui ont amené la Révolution de 1789 et celles qui l'ont suivie, 4 voll. Testo in linea: ,  e
- 1833 Essai sur l'instruction et l'éducation d'un prince au XIXeme siècle, destiné au duc de Bordeaux[69]
- 1838 Fastes mémorables de la France
- 1839 Souvenirs (in 2 volumi), presso Ponce Lebas et Cie
- 1839 Soliman II, Attila, Aristomène (raccolta di tragedie, tirata in 200 copie)[70]
- 1843 De la navigation des colonies
- 1843 Un an sur la grand route, presso Montsouris
- 1843 Le courage des françaises